# Morgan Freeman
Morgan Freeman (sinh ngày 1 tháng 6 năm 1937) là một nam diễn viên, đạo diễn, người trần thuật người Mỹ. Ông là một trong những diễn viên nổi tiếng và được ưa chuộng nhất ở Hollywood. Ông từng đoạt được Giải Oscar cho Nam diễn viên phụ xuất sắc nhất trong phim Million Dollar Baby và được nhiều đề cử cho các vai của ông trong Street Smart, Driving Miss Daisy, The Shawshank Redemption và Invictus.Ông cũng giành giải Quả Cầu Vàng và Screen Actors Guild Award. Ông cũng có tên tại Đại lộ Danh vọng ở Hollywood để vinh danh những cống hiến trong điện ảnh.
Các phim đáng nhớ khác có ông tham gia là Unforgiven, Glory, Seven, Deep Impact, The Sum of All Fears, Bruce Almighty, ba phần phim Dark Knight, March of the Penguins, The Bucket List, Wanted, and RED.

## Thuở nhỏ
Morgan Freeman sinh ngày 1 tháng 6 năm 1937 tại Memphis, Tennessee. Anh ấy là con trai của Mamie Edna (nhũ danh Revere; 1912–2000), một giáo viên và Morgan Porterfield Freeman (6 tháng 7 năm 1915 - 27 tháng 4 năm 1961), một thợ cắt tóc, ông qua đời vì bệnh xơ gan năm 1961. Freeman có ba anh chị em . DNA cho thấy rằng trong số tất cả tổ tiên người châu Phi của ông, hơn một phần tư đến từ khu vực trải dài từ Senegal ngày nay đến Liberia và ba phần tư đến từ vùng Congo-Angola.

## Sự nghiệp điện ảnh
Freeman làm vũ công tại Hội chợ Thế giới năm 1964 và là thành viên của nhóm nhạc kịch Opera Ring ở San Francisco. Ông đã diễn xuất trong một phiên bản công ty lưu diễn của The Royal Hunt of the Sun, và cũng xuất hiện như một vai phụ trong bộ phim chính kịch năm 1965 của Sidney Lumet The Pawnbroker với sự tham gia của Rod Steiger. Giữa công việc diễn xuất và khiêu vũ, Freeman nhận ra rằng diễn xuất là phù hợp với mình hơn. "Sau [The Royal Hunt of the Sun], sự nghiệp diễn xuất của tôi mới bắt đầu," sau này ông nhớ lại. Freeman ra mắt Off-Broadway vào năm 1967, đối diện với Viveca Lindfors trong The Nigger Lovers, một chương trình về Những kỵ sĩ tự do trong Phong trào Dân quyền Hoa Kỳ, trước khi ra mắt trên sân khấu Broadway vào năm 1968 với phiên bản toàn màu đen của Hello, Dolly! cũng có sự tham gia của Pearl Bailey và Cab Calloway. Năm 1969, Freeman cũng biểu diễn trên sân khấu trong The Dozens.
năm 1987, Freeman đóng vai một kẻ bạo lực trên đường phố, một vai diễn khác với các vai diễn trước đây của ônh, trong Street Smart do Christopher Reeve và Kathy Baker đóng cùng. Diễn xuất của Freeman được các nhà phê bình phim khen ngợi, trong đó có Roger Ebert.
Trong bộ phim tiếp theo, ôny đóng vai Craig trong bộ phim truyền hình Clean and Sober cùng với các bạn diễn Michael Keaton và Kathy Baker. Mặc dù bộ phim không thành công về doanh thu phòng vé, nhưng nó đã được đánh giá công bằng; Roger Ebert đã chấm cho bộ phim 41⁄2 trên 5 sao và gọi những màn trình diễn là "tuyệt vời". Freeman cũng đã nhận được Giải thưởng Obie cho vai diễn nhà thuyết giáo trong vở nhạc kịch The Gospel at Colonus, và vai Hoke Colburn trong vở kịch Driving Miss Daisy, tương ứng.
Năm 1993, Freeman ra mắt đạo diễn với bộ phim truyền hình Bopha!. Năm 1994, Freeman tham gia bộ phim The Shawshank Redemption, kể từ khi phát hành, nó vẫn được khán giả yêu thích. Năm 1994, Freeman cũng là thành viên ban giám khảo tại Liên hoan phim Quốc tế Berlin lần thứ 44.

### 1997–2004: Thành công quan trọng và diễn viên thành danh
Năm 1997, Freeman thuật lại bộ phim tài liệu từng đoạt giải Oscar The Long Way Home, kể về cuộc giải phóng những người tị nạn Do Thái sau Thế chiến thứ hai và sự thành lập của Israel. Ông cũng xuất hiện trong sử thi lịch sử Amistad của Steven Spielberg cùng với Djimon Hounsou, Anthony Hopkins và Matthew McConaughey. Dựa trên các sự kiện năm 1839 trên con tàu nô lệ La Amistad, bộ phim hầu hết được đón nhận nồng nhiệt và giành được bốn đề cử tại Giải thưởng Học viện. Tuy nhiên, nhà phê bình từ tạp chí Salon cho rằng bộ phim thiếu cảm hứng và vai diễn của Freeman là "hoàn toàn khó hiểu". Cùng năm đó, ông được chọn vào vai nhà tâm lý học Alex Cross trong Kiss the Girls, một bộ phim kinh dị dựa trên cuốn tiểu thuyết cùng tên năm 1995 của James Patterson. Trong một bài đánh giá hỗn hợp, Peter Stack của San Francisco Chronicle cho rằng Freeman và bạn diễn Ashley Judd đã có những màn trình diễn mạnh mẽ mặc dù cốt truyện dài.

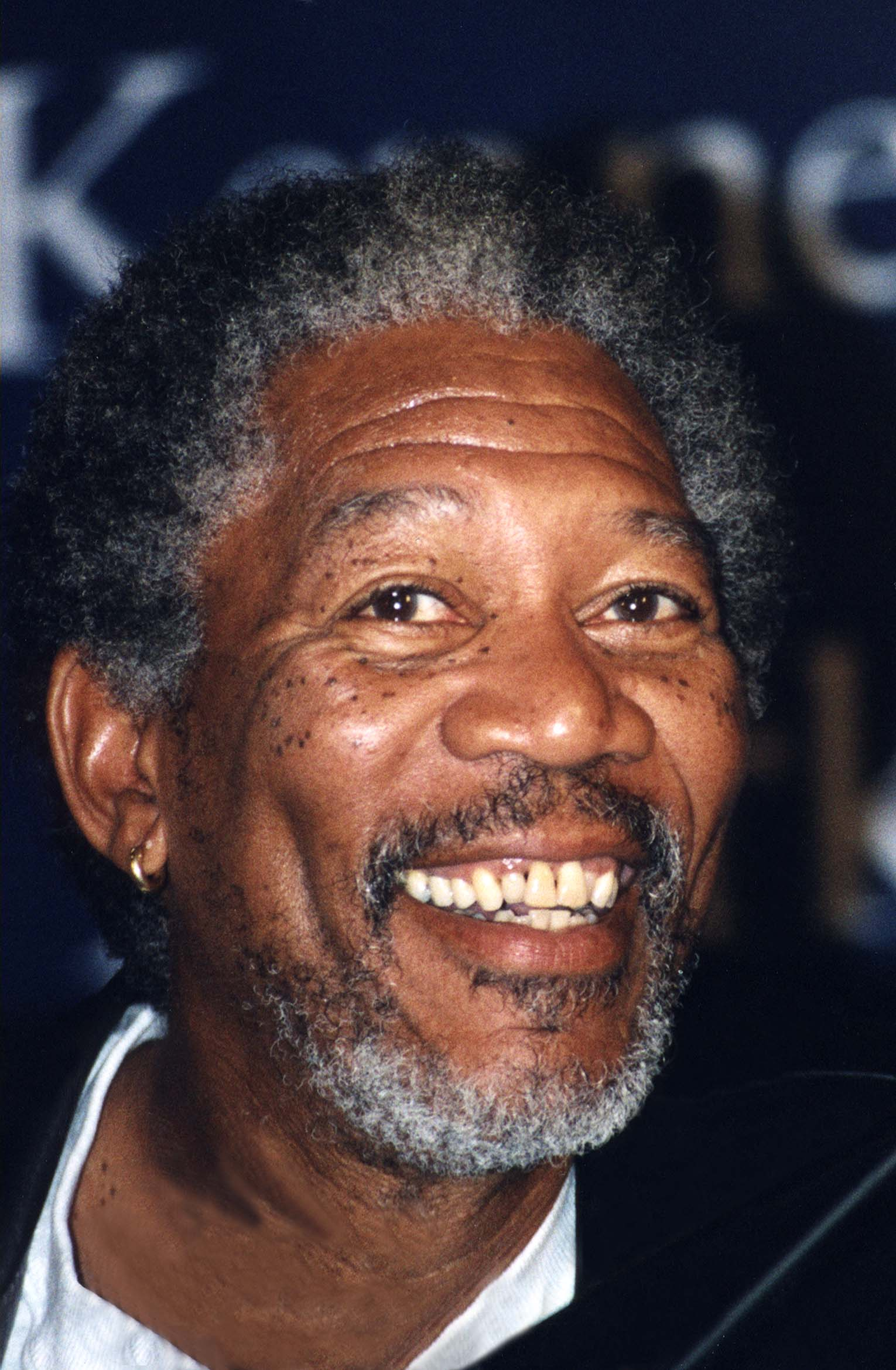
Freeman năm 1998

Freeman tiếp tục đóng vai chính trong Deep Impact (1998), một bộ phim thảm họa khoa học viễn tưởng mà anh đóng vai Tổng thống Tim Beck.
Trong khi quay phim Outbreak, Freeman bày tỏ mong muốn thành lập một công ty sản xuất phim. Ông đã nhờ Lori McCreary, nhà sản xuất của Bopha!, làm đối tác kinh doanh của mình. Freeman giải thích với cô ấy rằng ông muốn đạt được sự đại diện trên màn ảnh, khám phá những vấn đề đầy thách thức và tiết lộ những sự thật bị che giấu, vì vậy họ đã chọn đặt tên cho công ty của mình là Revelations Entertainment.
Freeman trở lại màn ảnh vào năm 2000 với vai chính Charlie trong bộ phim hài Nurse Betty, có sự góp mặt của Renée Zellweger, Chris Rock và Greg Kinnear.
Tiếp theo, ông xuất hiện trong Under Suspicion (2000), một bộ phim kinh dị làm lại từ bộ phim Pháp năm 1981 Garde à vue. Bộ phim đã được "quay vòng" trong mười hai năm trước khi Freeman có thể sản xuất nó dưới sự quản lý của Revelations Entertainment.
Năm 2001, Freeman đóng lại vai Alex Cross trong Along Came a Spider, phần tiếp theo của Kiss the Girls năm 1997. Bộ phim nhận được nhiều đánh giá trái chiều đến tiêu cực. Susan Wloszczyna của USA Today nhận xét rằng "Freeman sải bước với uy quyền cao quý" nhưng cho rằng tổng thể bộ phim không đáng nhớ nhưng là một thành công về mặt thương mại, thu về 193,9 triệu đô la trên toàn thế giới.
Tiếp theo, Freeman đóng vai chính cùng với Ashley Judd và Jim Caviezel trong High Crimes (2002), một bộ phim kinh dị hợp pháp dựa trên cuốn tiểu thuyết cùng tên năm 1998 của Joseph Finder.
Năm 2003, Freeman xuất hiện với vai Chúa trong bộ phim hài ăn khách Bruce Almighty cùng với Jim Carrey và Jennifer Aniston. Tiếp theo, ông đóng vai chính trong bộ phim kinh dị khoa học viễn tưởng Dreamcatcher, chuyển thể từ tiểu thuyết cùng tên năm 2001 của Stephen King. Dreamcatcher có xếp hạng phê duyệt là 28% trên trang tổng hợp đánh giá Rotten Tomatoes. Cũng trong năm 2003, Freeman đóng vai chính trong hai bộ phim truyền hình khác không được nhiều người xem là Levity và Guilty by Association. Bản phát hành năm 2004 của ông là phim hài The Big Bounce và phim thể thao Million Dollar Baby.

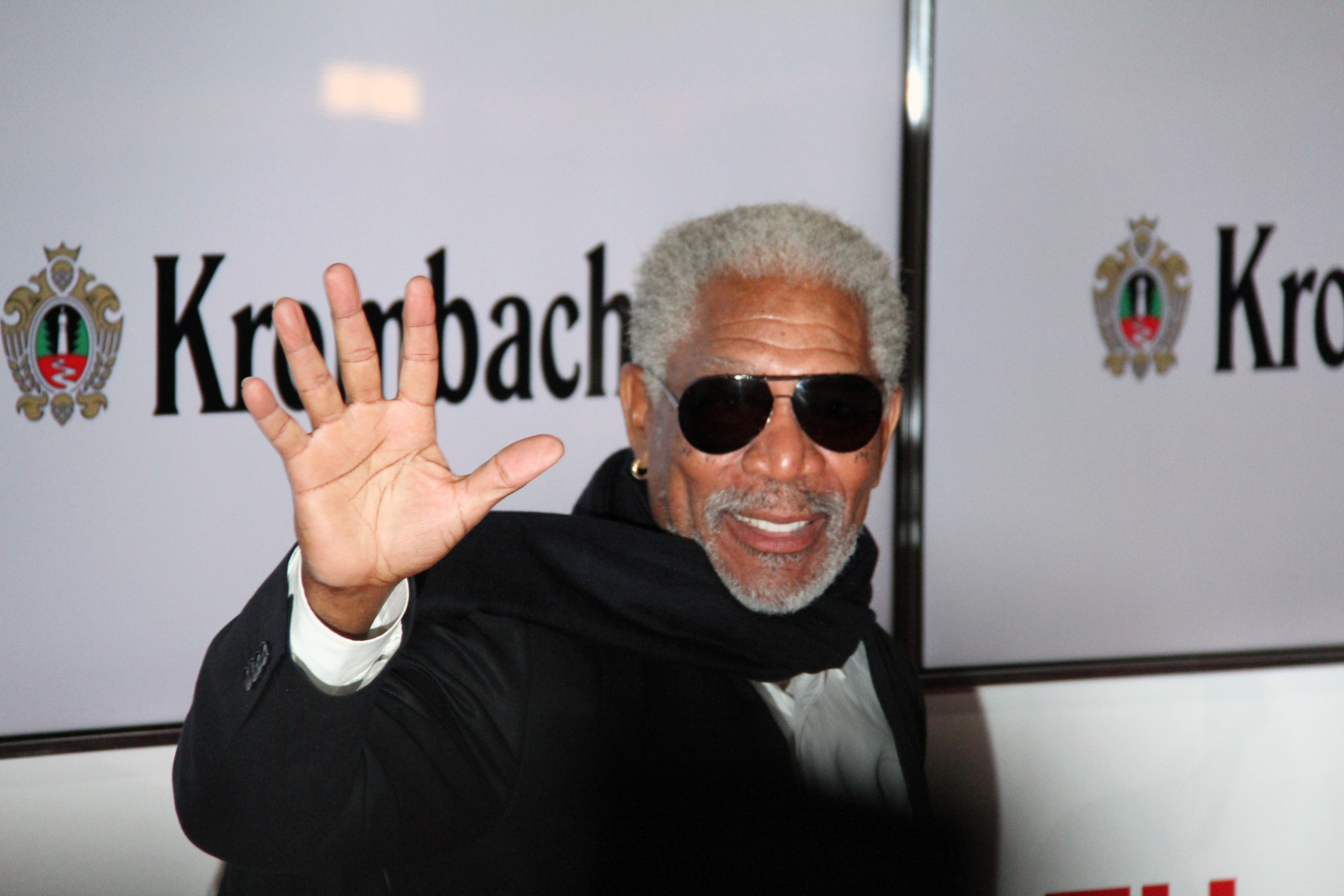
Freeman năm 2012

### 2005–2013: Phim tài liệu và phim giật gân
Năm 2007, Freeman đóng lại vai Chúa trong Evan Almighty, phần tiếp theo của Bruce Almighty năm 2003, với Steve Carell. Evan Almighty là một thất bại phòng vé và bị đón nhận một cách tiêu cực; Nhà phê bình của The Guardian đã viết: "Một dàn diễn viên gồm những người thường xuyên hài hước ở những nơi khác lại lúng túng trong tình cảm và CGI tràn ngập này. Hãy tránh như Mười bệnh dịch. Bộ phim chính kịch Lễ tình yêu là tác phẩm thứ hai của Freeman phát hành năm 2007. Phim dựa trên cuốn tiểu thuyết năm 2000 Lễ tình yêu của Charles Baxter, Peter Bradshaw của The Guardian đã nhận xét một cách mỉa mai rằng thật tuyệt khi thấy Freeman trong một vai diễn đầy thử thách. Freeman đã có một vai phụ trong Gone Baby Gone (2007), một bộ phim kinh dị bí ẩn cũng là tác phẩm đầu tay của đạo diễn Ben Affleck. Được chuyển thể từ tiểu thuyết cùng tên năm 1998 của Dennis Lehane, Freeman vào vai Đại úy Jack Doyle của Sở Cảnh sát Boston. Câu chuyện và diễn xuất của dàn diễn viên đã được đón nhận tích cực; Tạp chí Time Out gọi nó là "thiếu sót nhưng ấn tượng". Sau đó, anh đóng vai chính trong bộ phim hài The Bucket List năm 2007 của Rob Reiner đối diện với Jack Nicholson. Bộ phim đã thu về 175 triệu đô la đáng nể trên toàn thế giới.
Freeman tiếp tục nhận các vai diễn ở nhiều thể loại khác nhau. Năm 2009, Freeman đóng cùng Antonio Banderas trong bộ phim trộm cắp Thick as Thieves. Tiếp theo, anh hợp tác với Christopher Walken và William H. Macy cho bộ phim hài The Maiden Heist. Trong một thời gian, Freeman bày tỏ mong muốn làm một bộ phim dựa trên Nelson Mandela. Ban đầu, anh ấy muốn chuyển thể cuốn tự truyện Long Walk to Freedom của Mandela thành kịch bản phim, nhưng kế hoạch chưa bao giờ được hoàn thiện. Thay vào đó, ông đã mua bản quyền làm phim cuốn sách của John Carlin: Playing the Enemy: Nelson Mandela and the Game That Made a Nation. Cuốn sách đã được chuyển thể thành phim do Clint Eastwood đạo diễn, Invictus, với sự tham gia của Freeman trong vai Mandela và Matt Damon trong vai đội trưởng đội bóng bầu dục Francois Pienaar. Bộ phim tiểu sử nhận được đánh giá tích cực cho màn trình diễn của Freeman; Roger Ebert đã viết: "Freeman đã làm một công việc xuất sắc trong việc gợi lên người đàn ông Nelson Mandela ... Anh ấy thể hiện anh ấy là người tốt bụng, tự tin, điềm tĩnh, vượt qua những gì rõ ràng là lõi thép tôi luyện."

### 2014 – nay
Đảm nhận vai Allan Trumbull, Freeman xuất hiện trong London Has Fallen, phần tiếp theo năm 2016 của Olympus Has Fallen, bộ phim đã thành công về mặt thương mại, do A.V. Club, Ignatiy Vishnevetsky đã chỉ trích cách làm phim rẻ tiền, nói rằng, "Bộ phim định kỳ cắt bỏ những diễn viên phụ quá đủ tiêu chuẩn—bao gồm Freeman, Melissa Leo và Robert Forster... Tiếp theo, Freeman thể hiện lại vai diễn Thaddeus Bradley, đóng vai chính trong Now You See Me 2 (2016), phần tiếp theo của Now You See Me, phần tiếp theo đã thu về thành công 334,9 triệu đô la trên toàn thế giới. Cuối cùng, ông đã có một vai chính trong bộ phim lịch sử Ben-Hur, bộ phim thứ năm chuyển thể từ tiểu thuyết năm 1880
Freeman tiếp theo xuất hiện cùng với dàn diễn viên trong bộ phim hài tội phạm The Comeback Trail (2020) của George Gallo và trong Coming 2 America (2021), phần tiếp theo của bộ phim năm 1988.
Vào ngày 20 tháng 11 năm 2022, Freeman biểu diễn cùng Ghanim Al-Muftah tại lễ khai mạc Giải vô địch bóng đá thế giới 2022 ở Qatar

## Danh sách phim
| Năm  | Phim                                     | Vai diễn                             | Ghi chú khác |  |
| ---- | ---------------------------------------- | ------------------------------------ | --- |  |
| 1964 | The Pawnbroker                           | Người đàn ông trên đường             | Quần chúng |  |
| 1966 | A Man Called Adam                        | Không rõ                             | Quần chúng |  |
| 1968 | Where Were You When the Lights Went Out? | Grand Central Commuter               | Quần chúng |  |
| 1980 | Brubaker                                 | Hầu bàn                              | |  |
| 1981 | Eyewitness                               | Lieutenant Black                     | |  |
| 1984 | Teachers                                 | Al Lewis                             | |  |
| 1984 | Harry & Son                              | Siemanowski                          | |  |
| 1985 | Marie                                    | Charles Traughber                    | |  |
| 1985 | That Was Then... This Is Now             | Charlie Woods                        | |  |
| 1987 | Street Smart                             | Fast Black                           | Đề cử - Giải Oscar nam diễn viên phụ xuất sắc nhất Đề cử - Giải Quả Cầu Vàng cho nam diễn viên phụ phim điện ảnh xuất sắc nhất |  |
| 1988 | Clean and Sober                          | Craig                                | |  |
| 1989 | Glory                                    | Sgt. Maj. John Rawlins               | |  |
| 1989 | Driving Miss Daisy                       | Hoke Colburn                         | Giải Quả Cầu Vàng cho nam diễn viên phim điện ảnh bi kịch xuất sắc nhất Đề cử - Giải Oscar cho nam diễn viên chính xuất sắc nhất |  |
| 1989 | Lean on Me                               | Principal Joe Clark                  | |  |
| 1989 | Johnny Handsome                          | Lt. A.Z. Drones                      | |  |
| 1990 | The Bonfire of the Vanities              | Judge Leonard White                  | |  |
| 1990 | The Civil War                            | Lồng tiếng cho Frederick Douglass    | |  |
| 1991 | Robin Hood: Prince of Thieves            | Azeem                                | |  |
| 1992 | Unforgiven                               | Ned Logan                            | |  |
| 1992 | The Power of One                         | Geel Piet                            | |  |
| 1993 | Bopha!                                   |                                      | Đạo diễn |  |
| 1994 | The Shawshank Redemption                 | Ellis Boyd "Red" Redding, dẫn chuyện | Đề cử - Giải Oscar cho nam diễn viên chính xuất sắc nhất Đề cử - Giải Quả Cầu Vàng cho nam diễn viên phim điện ảnh bi kịch xuất sắc nhất Đề cử - Giải Oscar cho nam diễn viên xuất sắc nhất |  |
| 1995 | Se7en                                    | Detective Lt. William Somerset       | |  |
| 1995 | Outbreak                                 | Brig. Gen. Billy Ford                | |  |
| 1996 | Chain Reaction                           | Paul Shannon                         | |  |
| 1996 | Moll Flanders                            | Hibble                               | |  |
| 1996 | Cosmic Voyage                            | dẫn chuyện                           | |  |
| 1997 | Amistad                                  | Theodore Joadson                     | |  |
| 1997 | Kiss The Girls                           | Dr. Alex Cross                       | |  |
| 1998 | Deep Impact                              | President Tom Beck                   | |  |
| 1998 | Hard Rain                                | Jim                                  | |  |
| 2000 | Nurse Betty                              | Charlie Quinn                        | |  |
| 2000 | Under Suspicion                          | Victor Benezet                       | |  |
| 2001 | Along Came a Spider                      | Dr. Alex Cross                       | |  |
| 2002 | The Sum of All Fears                     | DCI William Cabot                    | |  |
| 2002 | High Crimes                              | Charlie Grimes                       | |  |
| 2003 | Bruce Almighty                           | Chúa                                 | |  |
| 2003 | Dreamcatcher                             | Col. Abraham Curtis                  | |  |
| 2003 | Levity                                   | Pastor Miles Evans                   | |  |
| 2004 | Million Dollar Baby                      | Eddie "Scrap Iron" Dupris            | Thắng: Giải Oscar cho nam diễn viên phụ xuất sắc nhất Đề cử - Giải Quả Cầu Vàng nam diễn viên phụ xuất sắc nhất đề cử - Screen Actors Guild Award cho diễn viên xuất sắc của năm |  |
| 2004 | The Hunting of the President             | (dẫn chuyện)                         | limited release |  |
| 2004 | The Big Bounce                           | Walter Crewes                        | |  |
| 2005 | An Unfinished Life                       | Mitch Bradley                        | |  |
| 2005 | War of the Worlds                        | dẫn chuyện                           | |  |
| 2005 | March of the Penguins                    | dẫn chuyện                           | |  |
| 2005 | Batman Begins                            | Lucius Fox                           | |  |
| 2005 | Unleashed                                | Sam                                  | |  |
| 2006 | Edison Force                             | Ashford                              | |  |
| 2006 | The Contract                             | Frank Carden                         | |  |
| 2006 | Lucky Number Slevin                      | The Boss                             | |  |
| 2006 | 10 Items or Less                         | chính mình                           | |  |
| 2007 | Evan Almighty                            | Chúa                                 | |  |
| 2007 | Feast of Love                            | Harry Scott                          | |  |
| 2007 | Gone, Baby, Gone                         | Jack Doyle                           | |  |
| 2007 | The Bucket List                          | Carter Chambers                      | Kiêm dẫn chuyện |  |
| 2008 | Wanted                                   | Sloan                                | |  |
| 2008 | The Dark Knight                          | Lucius Fox                           | |  |
| 2008 | 2009                                     | Prom Night in Mississippi            | Chính mình |  |
| 2008 | 2009                                     | Thick as Thieves                     | Keith Ripley |  |
| 2009 | The Maiden Heist                         | Charlie                              | |  |
| 2009 | Invictus                                 | Nelson Mandela                       | NAACP Image Award for Outstanding Actor in a Motion Picture National Board of Review Award for Best Actor (chia sẻ với George Clooney trong Up in the Air) Đề cử—Oscar nam diễn viên chính xuất sắc nhất Đề cử—Broadcast Film Critics Association Award nam diễn viên chính xuất sắc nhất Đề cử—Dallas-Fort Worth Film Critics Association Award nam diễn viên chính xuất sắc nhất Đề cử—Denver Film Critics Society Award nam diễn viên chính xuất sắc nhất Đề cử—Quả Cầu Vàng nam diễn viên chính phim bi kịch điện ảnh xuất sắc nhất Đề cử—Houston Film Critics Society Awardnam diễn viên chính xuất sắc nhất Đề cử—Screen Actors Guild Award nam diễn viên chính xuất sắc nhất Đề cử—St. Louis Gateway Film Critics Association Award nam diễn viên chính xuất sắc nhất Đề cử—Washington D.C. Area Film Critics Association nam diễn viên chính xuất sắc nhất |  |
| 2010 | RED                                      | Joe                                  | |  |
| 2011 | Born to Be Wild                          | dẫn chuyện                           | |  |
| 2011 | Conan the Barbarian                      | dẫn chuyện                           | |  |
| 2011 | Dolphin Tale                             | Dr. Cameron McCarthy                 | |  |
| 2012 | The Magic of Belle Isle                  | Monte Wildhorn                       | |  |
| 2012 | The Dark Knight Rises                    | Lucius Fox                           | |  |
| 2013 | Now You See Me                           | Thaddeus Bradley                     | |  |
| 2013 | Oblivion                                 | Malcolm Beech                        | |  |
| 2013 | The True Confessions of Charlotte Doyle  | Zachariah                            | |  |
| 2013 | Olympus Has Fallen                       | Allan Trumbull                       | |  |

| Năm       | Phim                                     | Vai diễn                                                           | Ghi chú khác                           |
| --------- | ---------------------------------------- | ------------------------------------------------------------------ | -------------------------------------- |
| 1971–1977 | The Electric Company                     | Easy Reader, DJ Mel Mounds, Dracula, Vincent the Vegetable Vampire | Phim truyền hình                       |
| 1978      | Roll of Thunder, Hear My Cry             | Uncle Hammer                                                       | TV                                     |
| 1981      | Ryan's Hope                              | Cicero Murphy                                                      | TV                                     |
| 1981      | The Marva Collins Story                  | Clarence Collins                                                   | TV                                     |
| 1982–1984 | Another World                            | Roy Bingham                                                        | TV                                     |
| 1985      | The Twilight Zone                        | Tony                                                               | TV                                     |
| 1986      | Resting Place                            | Luther Johnson                                                     | TV                                     |
| 1987      | Fight For Life                           | Dr. Sherard                                                        | TV                                     |
| 2008      | Smithsonian Channel's Sound Revolution   | Himself (host)                                                     | TV,MC                                  |
| 2008      | Stephen Fry in America                   | chính mình                                                         | TV tập 3                               |
| 2010      | The Colbert Report                       | chính mình                                                         | phỏng vấn                              |
| 2010      | The Daily Show                           | chính mình                                                         | phỏng vấn                              |
| 2010–2012 | Through the Wormhole with Morgan Freeman | chính mình                                                         | TV,MC                                  |
| 2010      | Saturday Night Live                      | chính mình                                                         | What Up With That                      |
| 2011      | Curiosity                                | chính mình                                                         | "Is There a Parallel Universe?" (#1.5) |

## Các giải thưởng

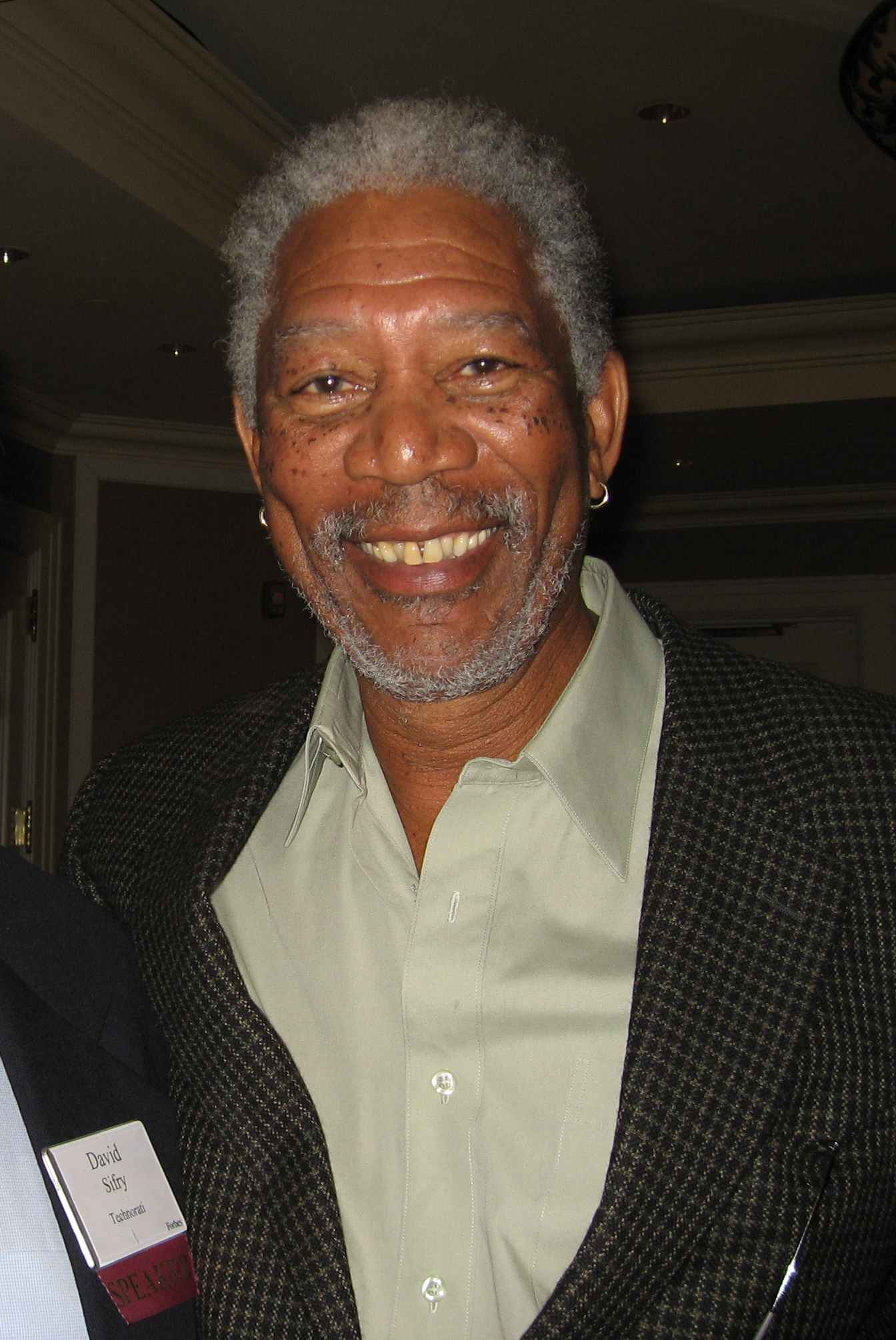
Morgan Freeman năm 2006

- 1978 Tony Award nam diễn viên xuất sắc trong The Mighty Gents
- 1987 được đề cử cho giải Oscar cho Nam diễn viên phụ xuất sắc nhất phim Street Smart.
- 1989 được đề cử cho giải Oscar cho Nam diễn viên phụ xuất sắc nhất trong Driving Miss Daisy (vai tài xế).
- 1994 được đề cử cho giải Oscar cho Nam diễn viên phụ xuất sắc nhất, phim The Shawshank Redemption.
- 2003 Nhận giải thưởng Quả cầu pha lê cho những đóng góp nghệ thuật xuất sắc cho điện ảnh thế giới tại Karlovy Vary International Film Festival.
- 2005 Đạt giải Oscar cho Nam diễn viên phụ xuất sắc nhất trong Million Dollar Baby.
- 2006khách mời danh dự tại Liên hoan phim quốc tế Cairo.
- 2007 Ông và vợ ông nhận được giải thưởng thành tựu trọn đời từ Mississippi Institute of Arts and Letters.
- 2007 Giải đóng góp tích cực tại the Screen Nation Film and TV Awards.
- 2008 Kennedy Center Honors
- 2010 nhận một văn bằng danh dự từ Đại học Brown [4]
- 2011 Nhận được một giải thưởng thành tựu trọn đời của Viện phim Mỹ
- 2012 được tuyển chọn là Biểu tượng phim yêu thích tại giải thưởng People's Choice Awards
- 2012 Cecil B. DeMille Award

## Chú dẫn
1. ↑  Ross, Harold Wallace; White, Katharine Sergeant Angell (ngày 3 tháng 7 năm 1978). "Interview with Morgan Freeman". The New Yorker. [My grandmother] had been married to Morgan Herbert Freeman, and my father was Morgan Porterfield Freeman, but they forgot to give me a middle name. Lưu trữ bản gốc ngày 20 tháng 3 năm 2021. Truy cập ngày 20 tháng 3 năm 2021.
2. ↑  "Morgan Freeman (I) - Biography". Lưu trữ bản gốc ngày 1 tháng 3 năm 2021. Truy cập ngày 3 tháng 12 năm 2008.
3. ↑  William Bibbiani (ngày 17 tháng 8 năm 2011). "Marcus Nispel and Fredrick Malmberg on 'Conan the Barbarian'". Crave Online. Crave Online. Bản gốc lưu trữ ngày 5 tháng 6 năm 2012. Truy cập ngày 18 tháng 8 năm 2011.
4. ↑  "Nelson Mandela To Receive Honorary Degree in Absentia, One of Eight Candidates". News.brown.edu. ngày 27 tháng 4 năm 2010. Lưu trữ bản gốc ngày 4 tháng 4 năm 2014. Truy cập ngày 5 tháng 9 năm 2010.